# Behaviour Interactive
Behaviour Interactive, precedentemente nota come Megatoon e Artificial Mind & Movement (A2M), è una casa di produzione canadese sviluppatrice e distributrice di videogiochi. Fondata nel 1992 in Quebec, è una delle maggiori case di produzioni videoludiche del Canada, e detiene tuttora 1,300 dipendenti, pubblicando videogiochi per Xbox 360, PlayStation 3, Nintendo Wii, PlayStation 2, GameCube, PC, Game Boy Advance, PlayStation Portable, Nintendo DS e PlayStation spesso tratti da film o serie televisive.

## Videogiochi sviluppati
- La Terra di Mezzo: L'ombra di Mordor (PS3/X360)
- Jersey Devil
- Ribelle - The Brave: Il videogioco
- Voltron: Difensore dell'universo
- Transformers 3
- Rango
- Doritos Crash Course
- MySims SkyHeroes
- Naughty Bear
- Naughty Bear: Panic in Paradise
- Dante's Inferno (PSP)
- Wet
- Indiana Jones e il bastone dei re
- MySims Racing
- Kung Fu Panda: Guerrieri leggendari
- Iron Man
- High School Musical: Making the Cut
- Mercenaries 2: Inferno di fuoco
- Il Signore degli Anelli: La conquista
- Power Rangers: Super Legends
- Spider-Man: Amici o nemici
- Kim Possible
- Ed, Edd n Eddy: The Mis-Edventures
- Chicken Little
- Scaler
- L'era glaciale
- L'era glaciale 4: Continenti alla deriva - Giochi polari
- Bugs Bunny e Taz in viaggio nel tempo
- Bugs Bunny: Lost in Time
- The Grinch
- SpongeBob: La vendetta robotica di Plankton
- Monsters & Co. e L'isola dello Spavento
- Warhammer 40,000 Eternal Crusade
- Dead by Daylight